# Driophlox
Driophlox is een geslacht van zangvogels uit de familie van de kardinaalachtigen (Cardinalidae).

## Soorten
De volgende soorten zijn bij het geslacht ingedeeld:
- Driophlox atrimaxillaris – Zwartwangmiertangare
- Driophlox cristata – Roodkuifmiertangare
- Driophlox fuscicauda – Roodkeelmiertangare
- Driophlox gutturalis – Grijsrugmiertangare